# Großenschwand
Großenschwand ist ein Gemeindeteil des Marktes Tännesberg und eine Gemarkung im Landkreis Neustadt an der Waldnaab in der Oberpfalz.

## Geographie
Das Dorf Großenschwand liegt etwa zwei Kilometer nordwestlich vom Hauptort Tännesberg westlich der Bundesstraße 22. Die Gemarkung Großenschwand hat eine Fläche von etwa 751 Hektar und liegt vollständig auf dem Gebiet des Marktes Tännesberg. Auf ihr lebten 2011 etwa 165 Einwohner.

## Geschichte
Der Ort entstand aus einer Rodung im 11. Jahrhundert. Die Namensendung „-schwand“ deutet auf Schwendbau, eine damalig verbreitete Form des Feldbaus, hin. In Urkunden aus den Jahren 1394 bis 1399 findet sich der damalige Ort als Teil des Herrschaftsgebietes der Paulsdorfer unter dem Namen „Groszen Swant“ wieder und ist mit 16 Gehöften dokumentiert. 1821 wohnten im Ort 51 Familien. Am 20. April 1890 wurde die Freiwillige Feuerwehr gegründet. Damals gehörte Großenschwand zum königlichen Bezirksamt Vohenstrauß. Der Ort hatte 1933 insgesamt 221 Einwohner.
Am 1. Juli 1972 wurde im Zuge der Gemeindegebietsreform die bis dahin selbstständige Gemeinde Großenschwand aufgelöst und kam zum Markt Tännesberg. Sie bestand aus den Gemeindeteilen Großenschwand, Kaufnitz und Unterkaufnitz und hatte eine Fläche von etwa 570 Hektar. Ebenfalls wurde der Landkreis Vohenstrauß aufgelöst, zu dem die Gemeinde gehörte.
Bis 1993 hatte der Ort die Postleitzahl 8481.

## Kultur und Sehenswürdigkeiten

### Bauwerke

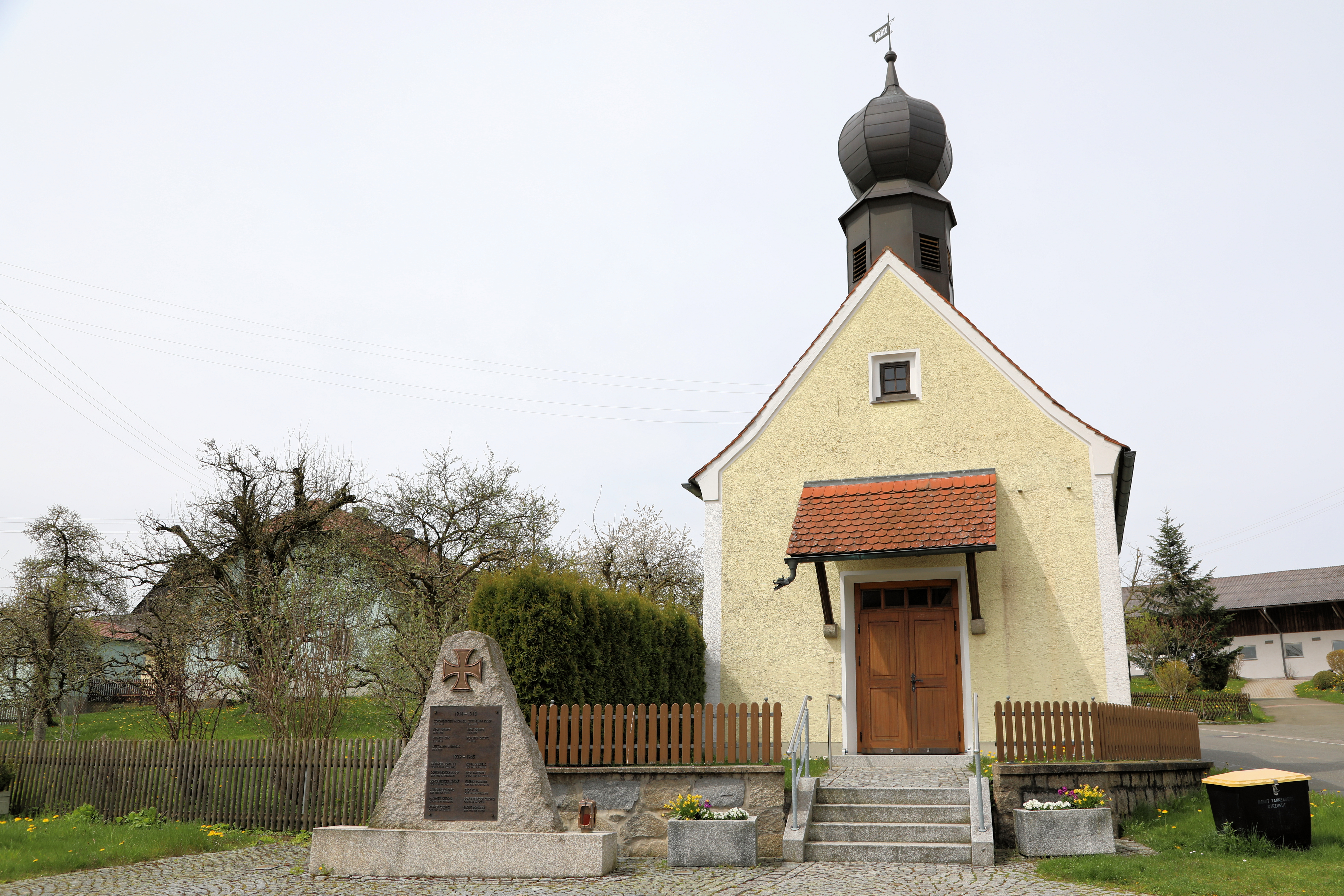
Kapelle (2023)

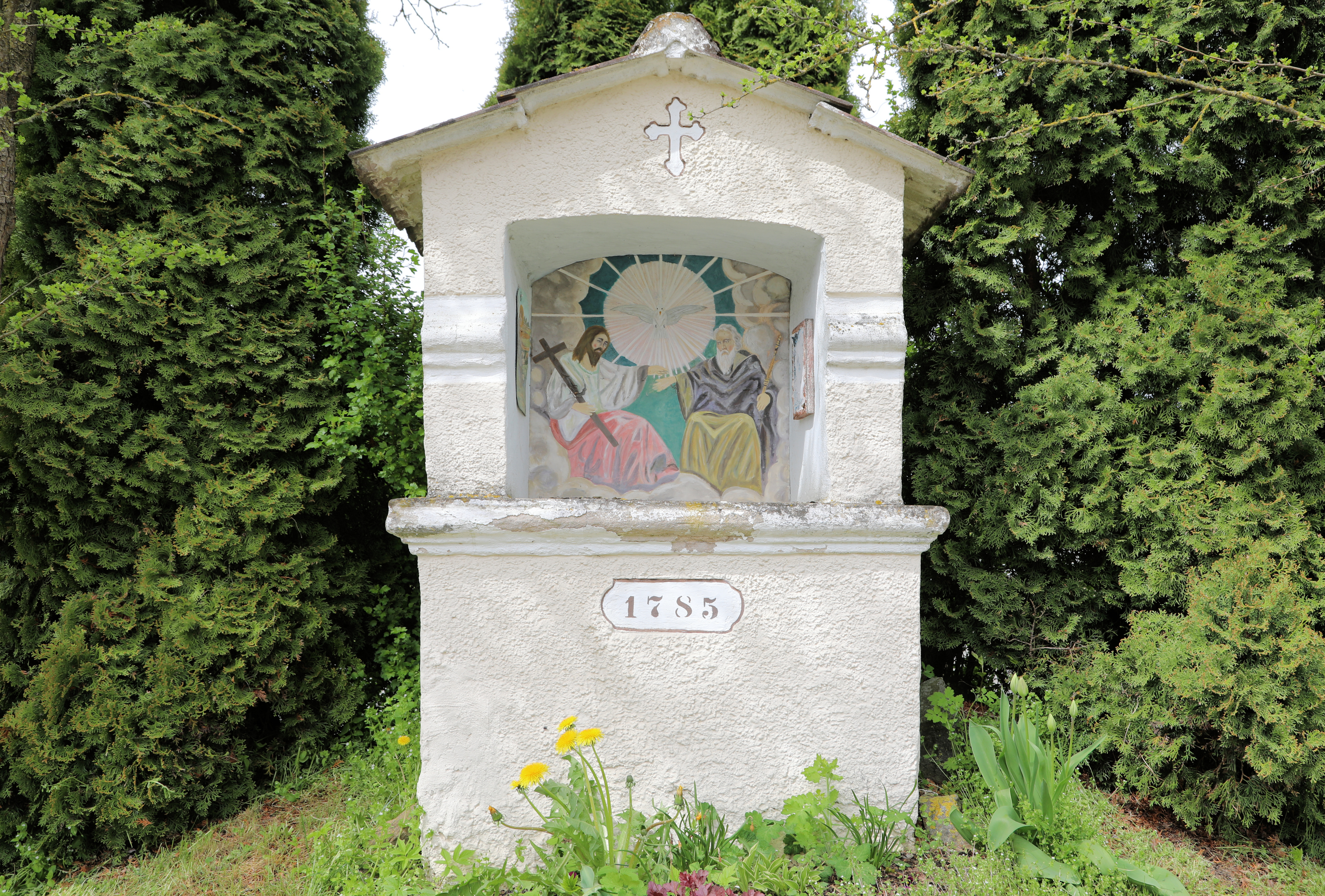
Gemauerter Bildstock

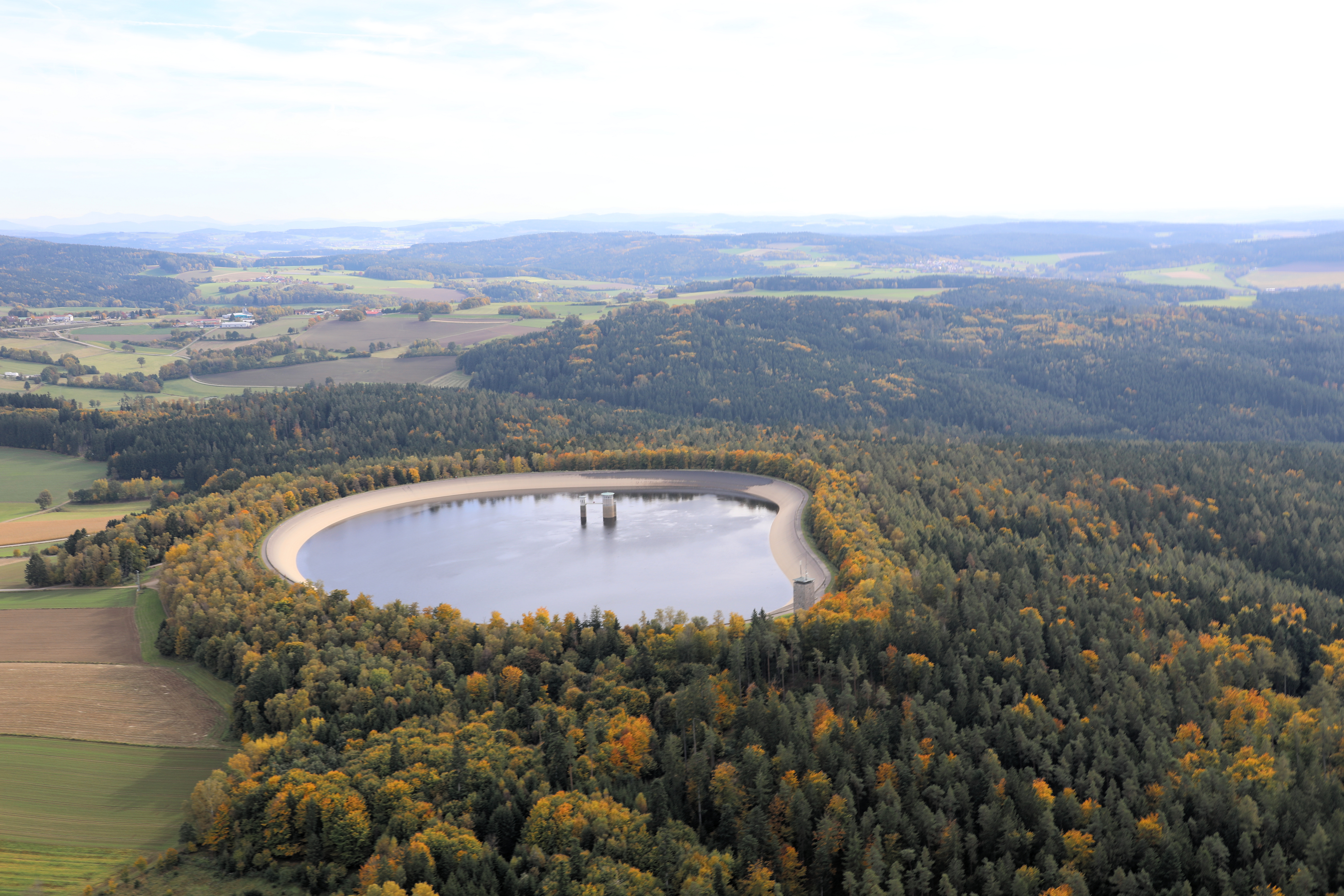
Hochspeicher Rabenleite (2021)

- Am westlichen Rand des Dorfangers steht die Dorfkapelle mit dem als Denkmal gelisteten Dorfkreuz Großenschwand
- Am Ortsausgang in Richtung Weinrieth steht ein denkmalgeschützter gemauerter Bildstock mit Dreifaltigkeitsbild, bezeichnet 1785
- Hochspeicher „Rabenleite“ als Teil der Kraftwerksgruppe Pfreimd

### Vereine
- Freiwillige Feuerwehr
- Kriegerverein
- katholische Landjugendbewegung